# Attentatet i Pålsjö skog
Attentatet i Pålsjö skog är en alternativhistorisk roman från 1996 av Hans Alfredson. Författaren beskriver i egenskap av gymnasisten Holger Axel Andersson hur Sverige blir indraget i andra världskriget efter ett attentat mot ett tyskt permittenttåg i Pålsjö skog utanför Helsingborg. Detta attentat leder sedan till att Sverige ockuperas av Hitlertyskland.
Åtskilliga av dåtidens politiker, militärer, artister med mera förekommer i boken. Boken uppmärksammades för omnämnanden av Per Olof Sundman och Ingvar Kamprad som unga nazister. Även författarens far, annonschefen Folke Alfredson, nämns i en bisats.